# Dioctria keremza
Dioctria keremza är en tvåvingeart som beskrevs av Richter 1970. Dioctria keremza ingår i släktet Dioctria och familjen rovflugor. Inga underarter finns listade i Catalogue of Life.